# Prinz-Leopold-Kaserne (Regensburg)

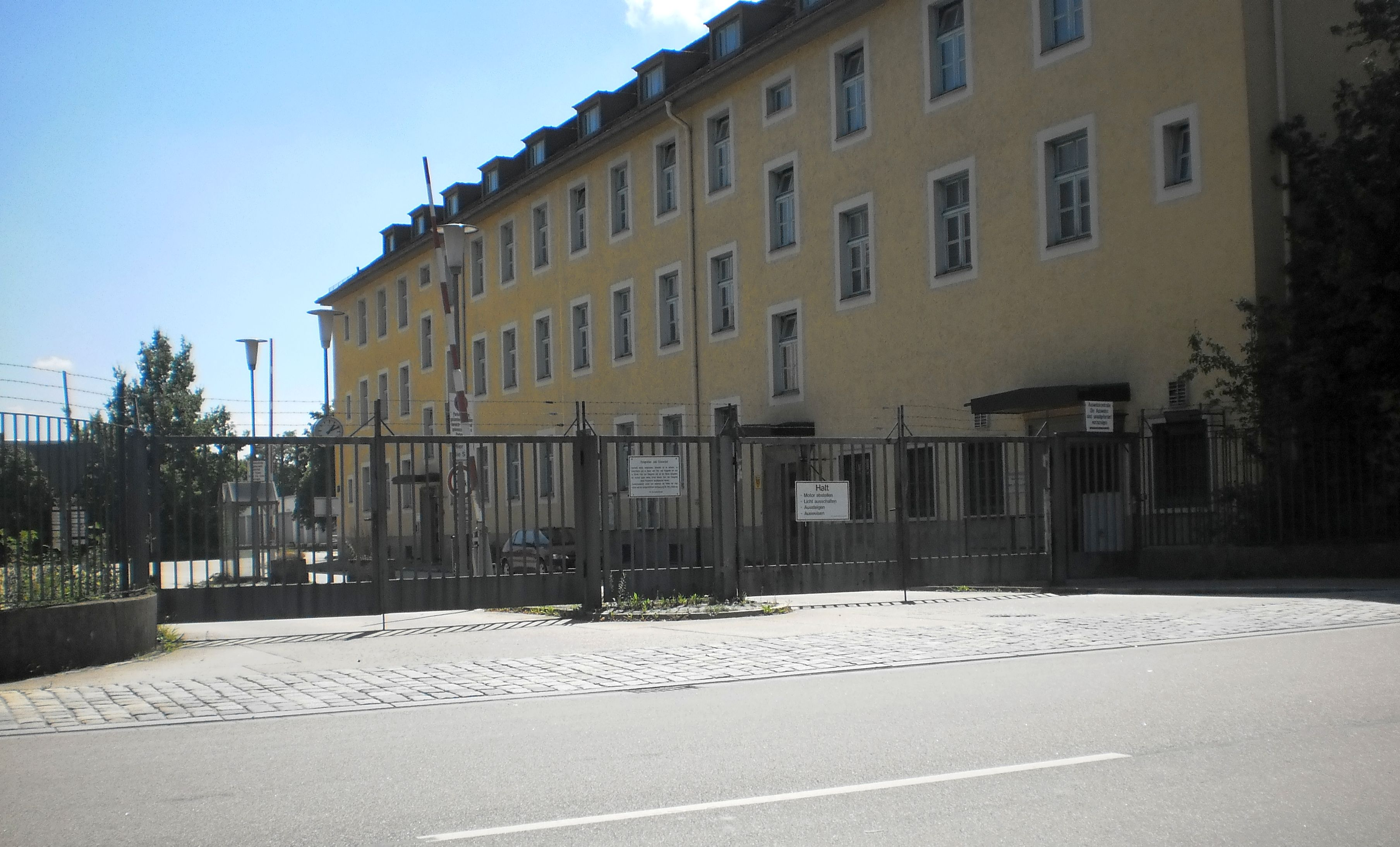
Der (verwaiste) Haupteingang der ehemaligen Prinz-Leopold-Kaserne in Regensburg im Jahre 2010

Die Prinz-Leopold-Kaserne in Regensburg war eine Kaserne des Heeres der Bundeswehr. Sie liegt im Stadtbezirk Kasernenviertel im Südosten der Stadt. Das gesamte Grundstück der Kaserne hat eine Größe von 153.000 m². Im Zuge der Standortauflassung und dem Abzug bzw. der Auflösung der Truppenteile steht das Objekt nun durch die Bundesanstalt für Immobilienaufgaben zum Verkauf. Die Adresse der Kaserne ist: Zeißstr. 4, 93053 Regensburg.

## Geschichte

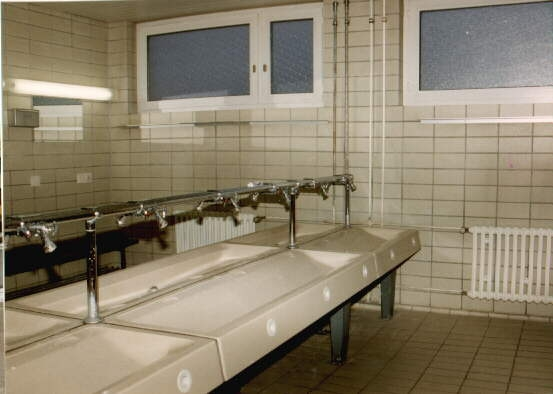
Waschraum im Gebäude 78 der Prinz-Leopold-Kaserne in Regensburg

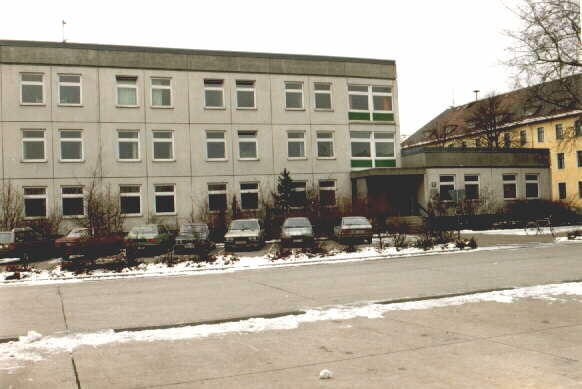
Gebäude 78; bis 2007 Unterkunftsblock 2./LogBtl 471

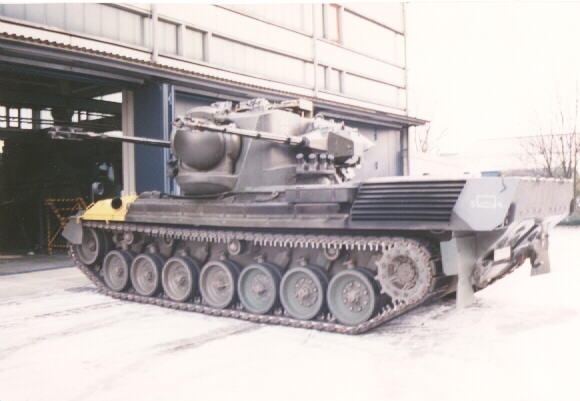
Flugabwehrkanonenpanzer Gepard vor einer Werkstatthalle in der Prinz-Leopold-Kaserne in Regensburg

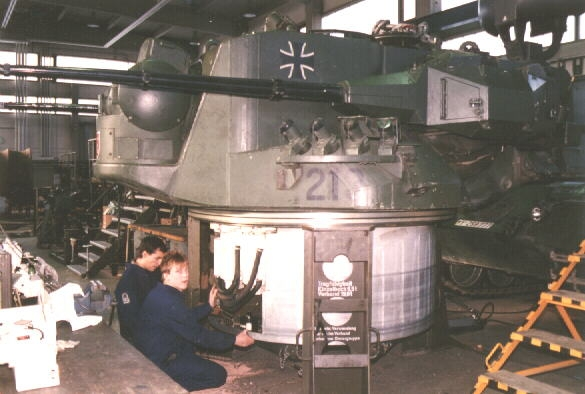
Eine Werkstatthalle in der Prinz-Leopold-Kaserne in Regensburg

Die Prinz-Leopold-Kaserne wurde in den 1930er Jahren bei der Aufrüstung der Wehrmacht gebaut. Zunächst wurde sie als Artillerie-Kaserne bezeichnet und dann zu Ehren des 1940 gefallenen Generals Hermann von Speck in Ritter-von-Speck-Kaserne umbenannt. Sie wurde nach 1945 zunächst von der US-Armee und anschließend bis 2008/09 von der Bundeswehr vorwiegend als Standort für zahlreiche Logistikeinheiten genutzt.
Im Zuge der Standortauflassung und dem Abzug bzw. der Auflösung der Truppenteile steht das Objekt nun durch die Bundesanstalt für Immobilienaufgaben zum Verkauf.

## Nutzung
In der Kaserne waren verschiedene Einheiten und Verbände stationiert, die letzten Jahre waren es vorrangig Instandsetzungs- bzw. Logistikeinheiten und nach Schließung der Nibelungenkaserne bis zu ihrer Auflösung im Sommer 2008 die Luftlandefernmeldekompanie 100. Beispielhaft sind Einheiten aufgeführt, die in den letzten Jahren der Nutzung durch die Bundeswehr in der Prinz-Leopold-Kaserne stationiert waren:
- 5./Panzerpionierbataillon 4 (Ausbildungskompanie des Panzerpionierbataillon 4 mit Sitz in Bogen).
- Stab und Teile des 4. Instandsetzungsbataillons der 4. Panzergrenadierdivision der Bundeswehr
- die 2. Kompanie des in Dornstadt beheimateten Logistikbataillons 471: Die Kompanie führte hier Instandsetzungs- und Prüfarbeiten mit dem Mess- und Prüfsystem REMUS durch, betrieb Instandsetzungs-Züge für Optik/Optronik, Fernmeldegerät, SEA/Klima und Rad-Kfz.
- eine Hafenumschlagkompanie
- eine Nachschubkompanie
- Stab und StabsKp des GebLogRgt 8
- Das Kraftfahr-Ausbildungszentrum (KfAusbZ) Regensburg 2
- Eine Standort-Vermittlung und Standort-Fernschreibstelle
- inaktive Geräteeinheiten, z. B. das Heimatschutzbataillon 862

Zu den Hochzeiten des KFOR-Einsatzes betrieb die US-Armee ein „Convoi-Support-Center (CSC)“ in der Kaserne, welches auch von der Autobahnanschlussstelle Burgweinting aus ausgeschildert war. Sämtliches Material wurde von den USA über Ramstein eingeflogen und auf dem Landweg mit Schwertransportern bis in den Kosovo transportiert. In Regensburg war ein geplanter Zwischenstopp der vor allem dem Schlaf für die Fahrer, dem Tanken und dringenden Wartungsarbeiten diente. Ein Warenumschlag wurde in der Kaserne nicht durchgeführt.

## Bauten
Auf dem Gelände befinden sich:
- Zwei Mannschaftsheime
- Diverse Unterkunftsgebäude
- Ein Offizierskasino
- Ein Lehrsaalgebäude
- Eine Ausbildungshalle
- Eine Sporthalle
- Ein Sportplatz
- Zwei Kantinen
- Zwei Tankstellen
- Eine ABC-Übungshalle
- Ein Kleinkaliber-Schießstand
- Ein Sanitätsgebäude
- Mehrere Instandsetzungshallen
- Kammergebäude und Werkstätten der früheren Standortverwaltung
- Abstellplätze und Schleppdächer für Kfz und Gerät

Zur ehemaligen Prinz-Leopold-Kaserne gehörte außerdem der sogenannte „Neue Technische Bereich“ (N-T-B), welcher zahlreiche Instandsetzungshallen, Lagerhallen der Nachschubtruppe, Sportanlagen und den Zugang zur Bahnverladerampe umfasste.